# Dru Drury
Dru Drury, född den 4 februari 1725 i London, död den 15 december 1803 i Turnham Green, London, var en brittisk entomolog.
Hans far, som också hette Dru Drury, var silversmed och Dru tog över verksamheten 1748. Han drog sig tillbaka från silversmidet 1789 för att helt ägna sig åt entomologi. Drury hade redan ett stort entomologiskt intresse och var ordförande för Society of Entomologists of London från 1780 till 1782. Han gifte sig med tvåltillverkaren John Pedleys dotter Esther och fick tre barn: Mary, William och Dru. Drury blev sjuk och flyttade 1801 till Turnham Green i hopp om att tillfriskna, men dog av njursten två år senare och begravdes i St Martin-in-the-Fields.
Han var en personlig vän till den danske entomologen Johan Christian Fabricius som besökte honom i England vid flera tillfällen. Han kommunicerade även med Carl von Linné, Joseph Banks, Peter Simon Pallas och andra av dåtidens stora.
Från 1770 till 1787 publicerade han Illustrations of Natural History, wherein are exhibited upwards of 240 figures of Exotic Insects i tre delar och illustrerad av Moses Harris. Verket reviderades av John Obadiah Westwood och återutgavs som Illustrations of Exotic Entomology 1837.
Drury var också en framstående samlare som lade stora summor på sin samling, vilken bestod av över 11 000 exemplar, varav 2148 arter fjärilar (vid en tid då man kände till 20 000 insektsarter).

## Planscher urIllustrations of Exotic Entomology

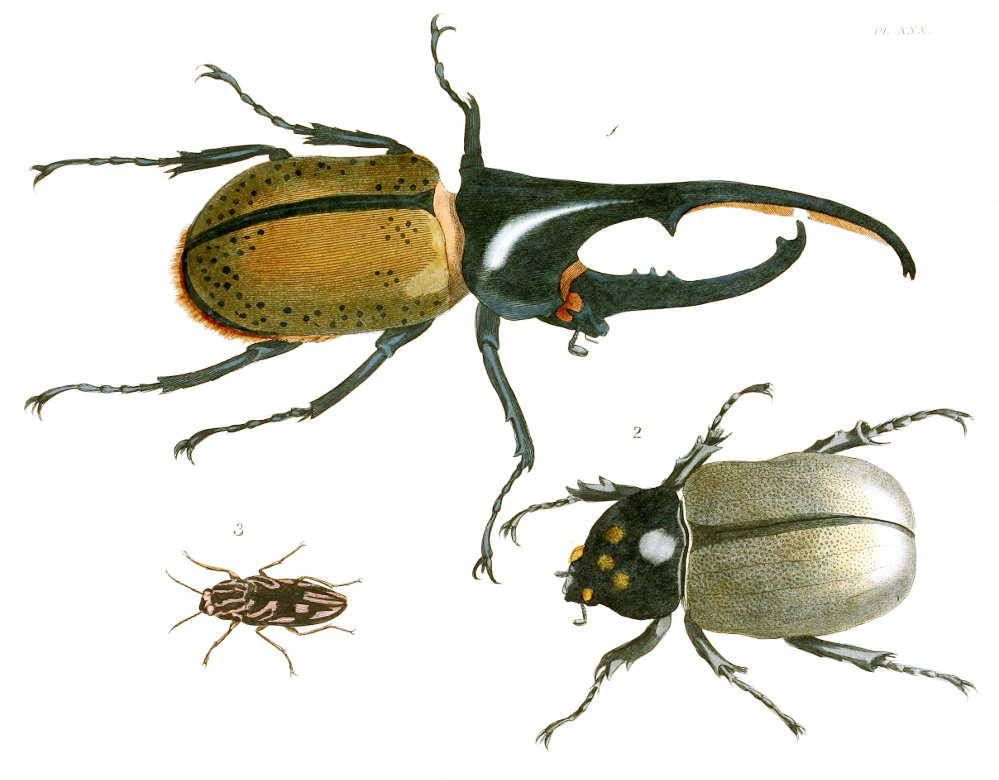
Herkulesbagge
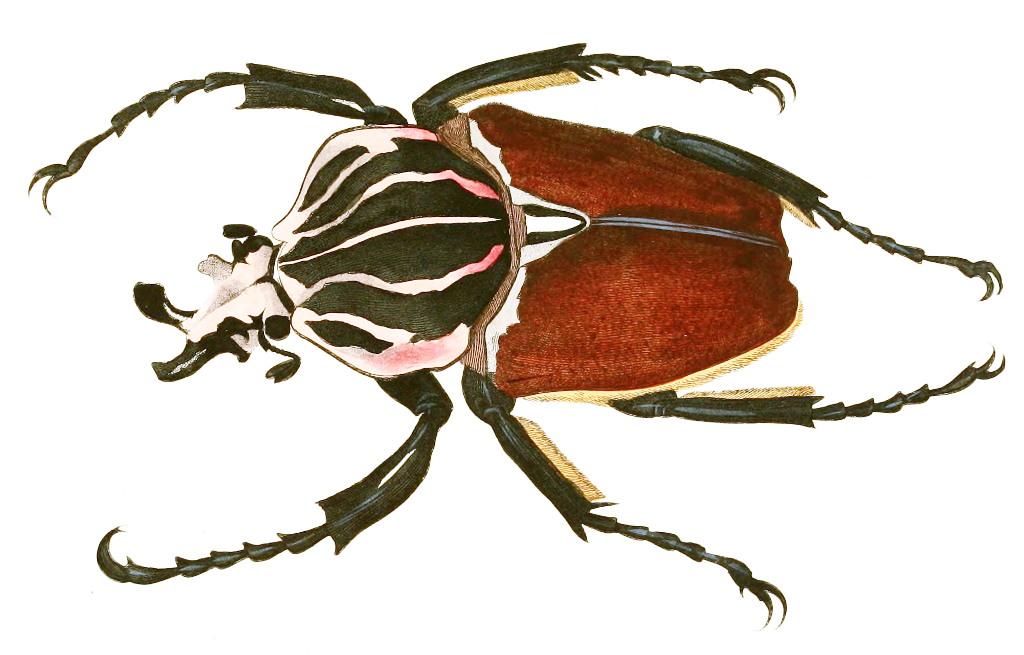
Goliatbagge
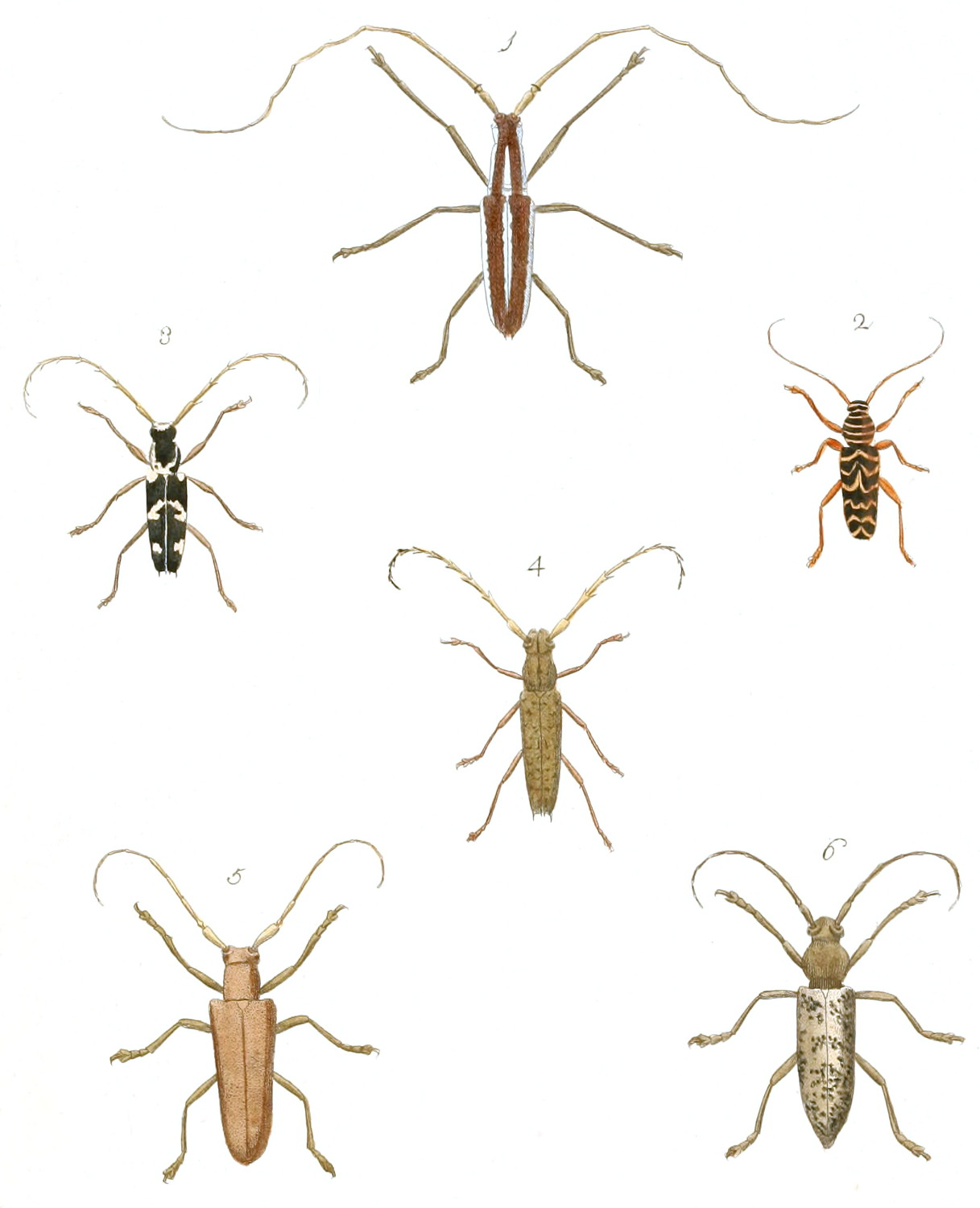
Långhorningar
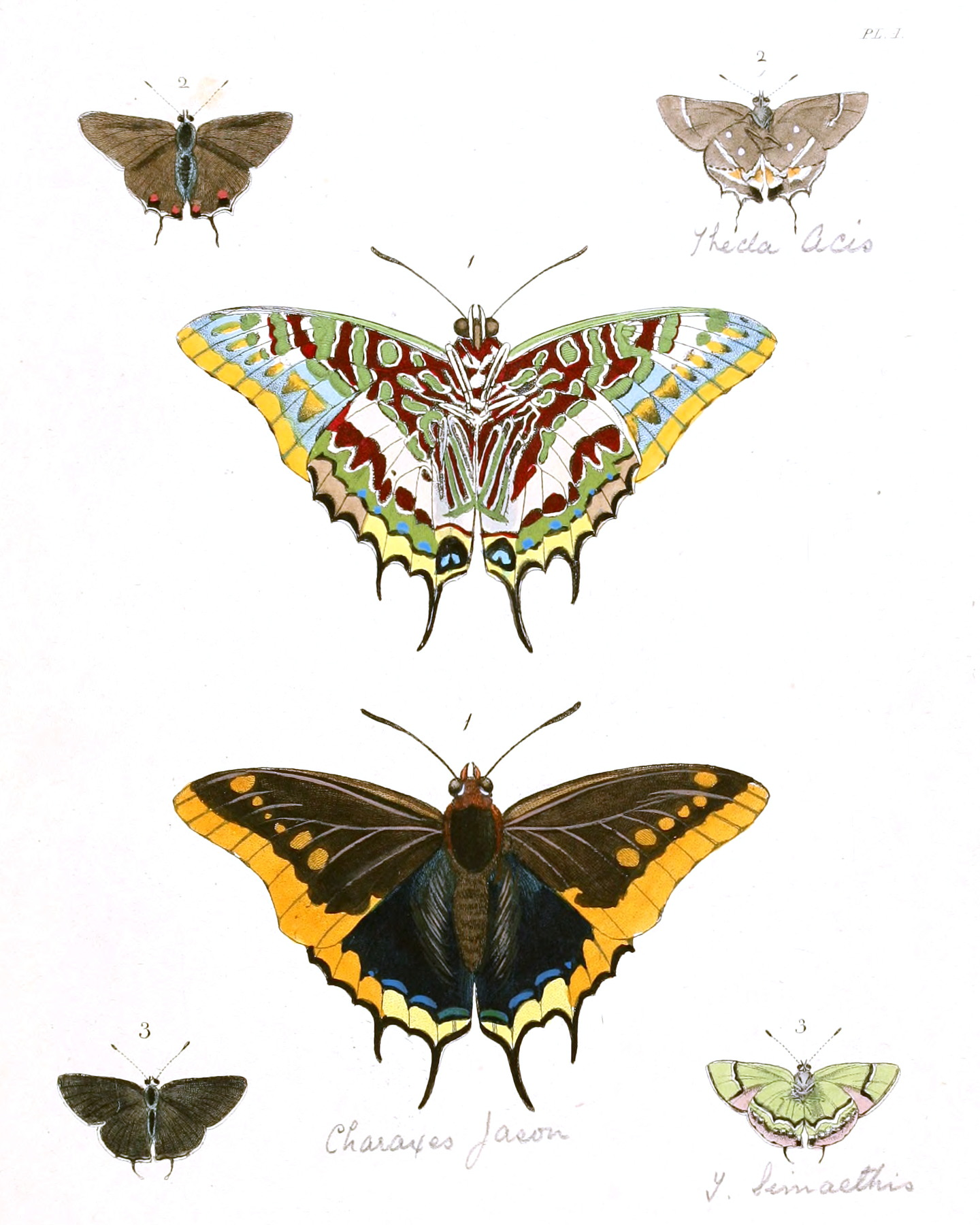
Charaxes och andra fjärilar
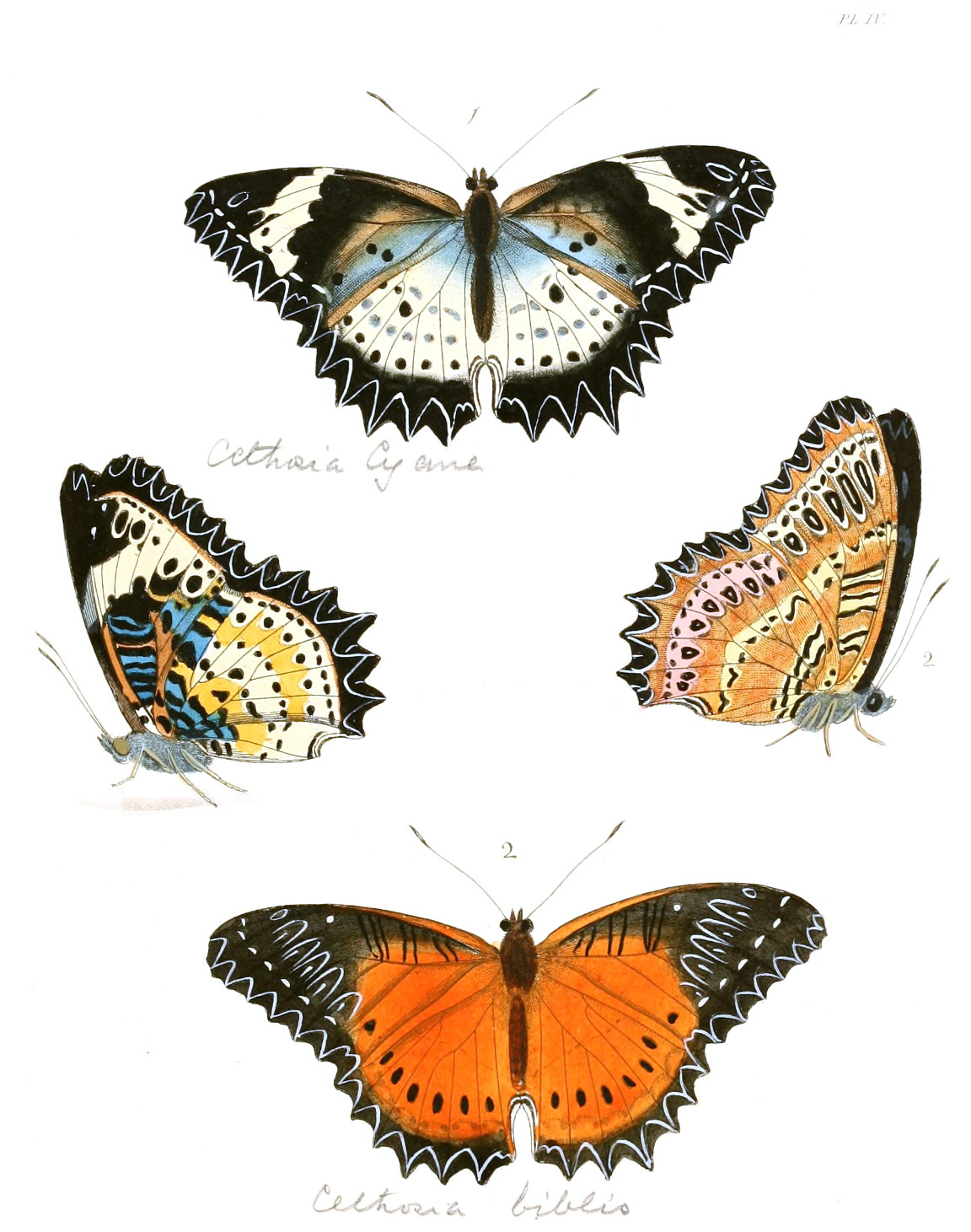
Olika arter av Cethosia
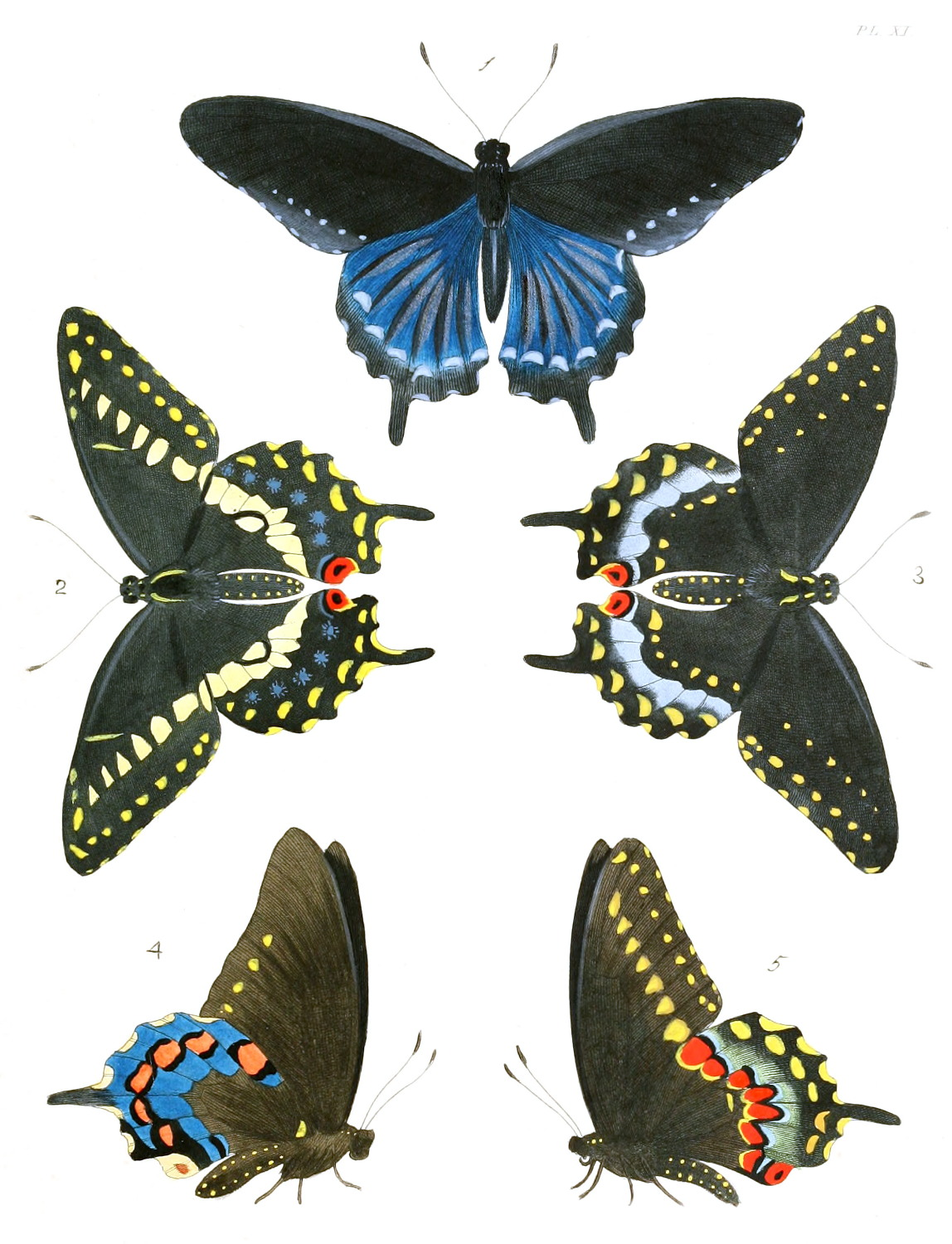
Battus philenor och Papilio polyxenes
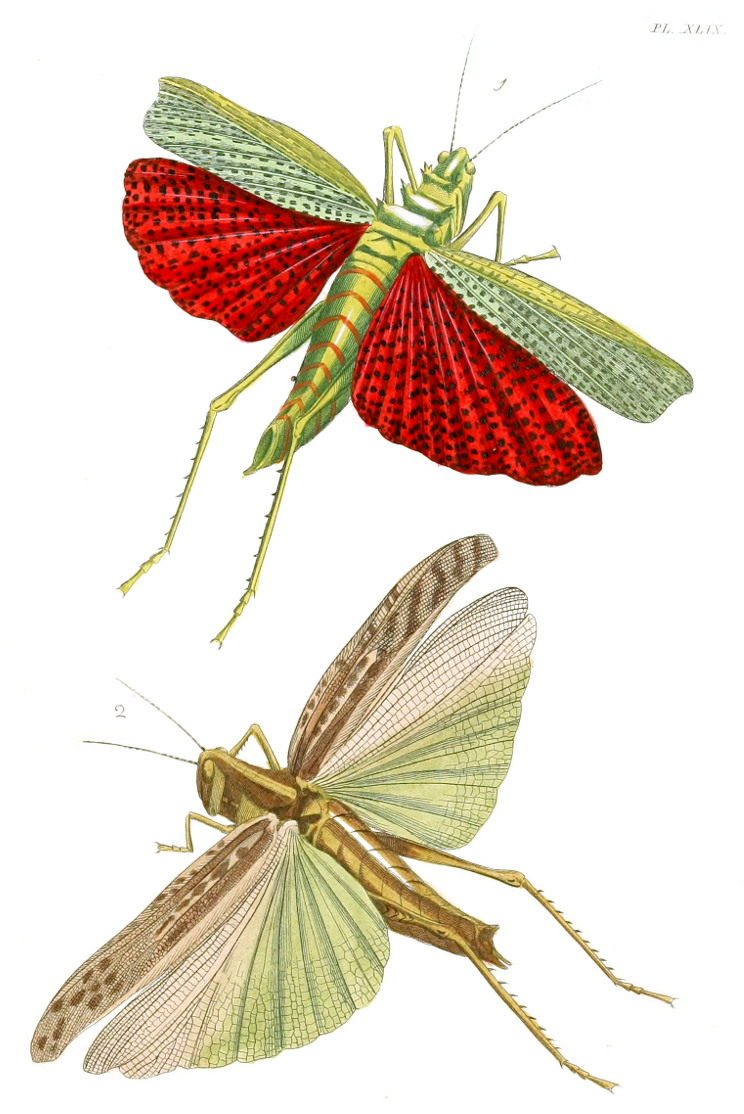
Rutidoderes squarrosus
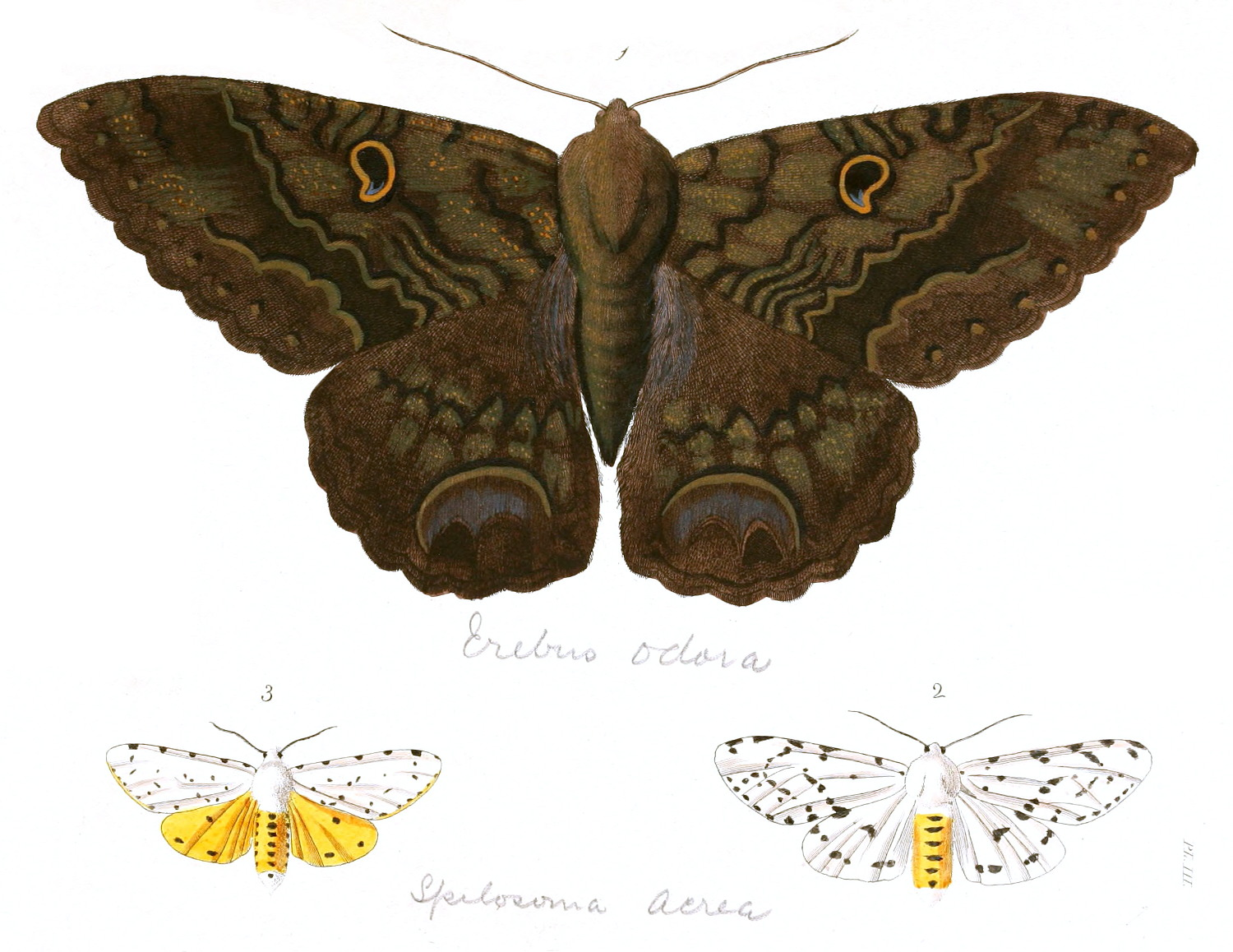
Ascalapha odorata och Estigmene acrea
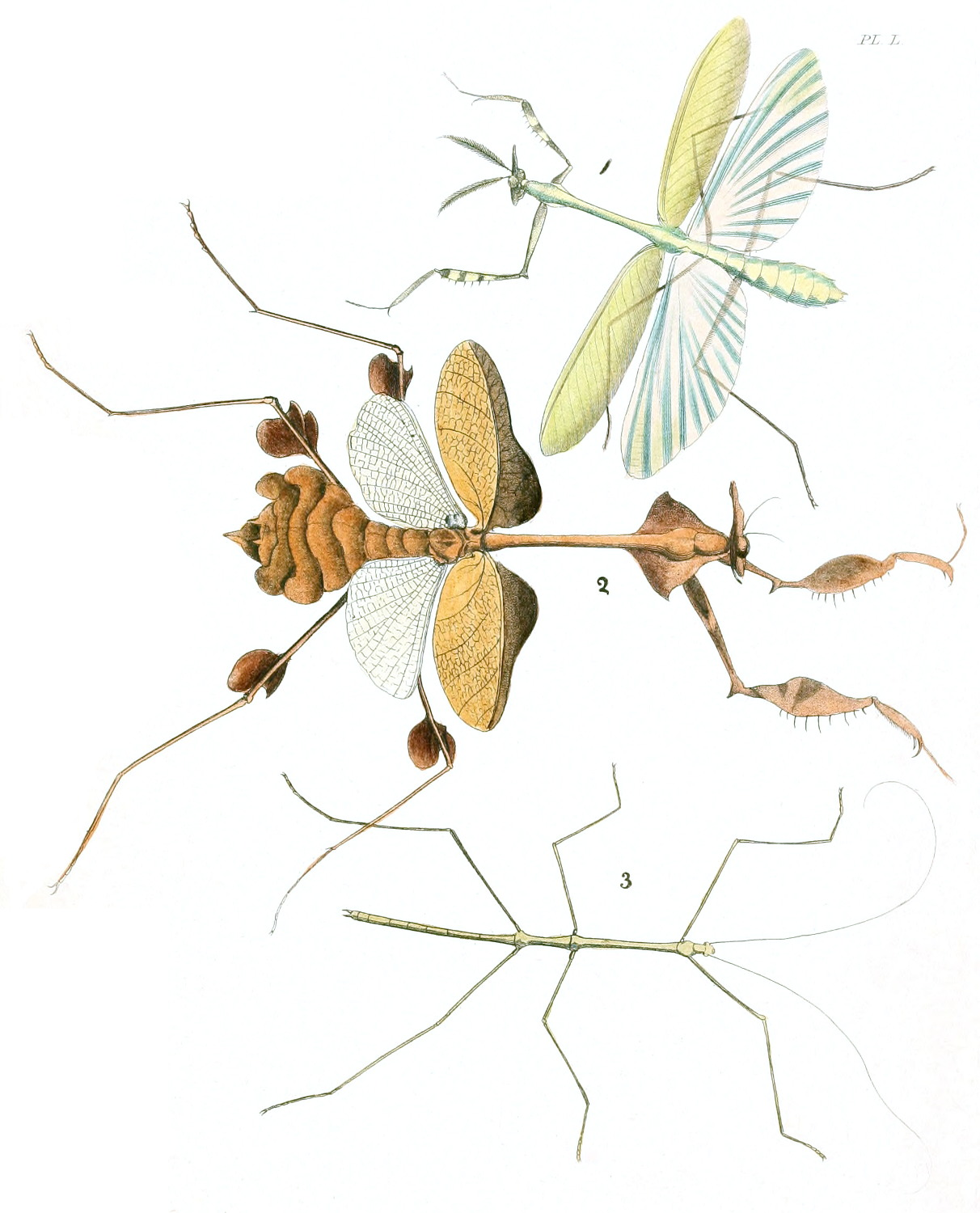
Empusa pennicornis, Gongylus gongylodes och Bacteria linearis
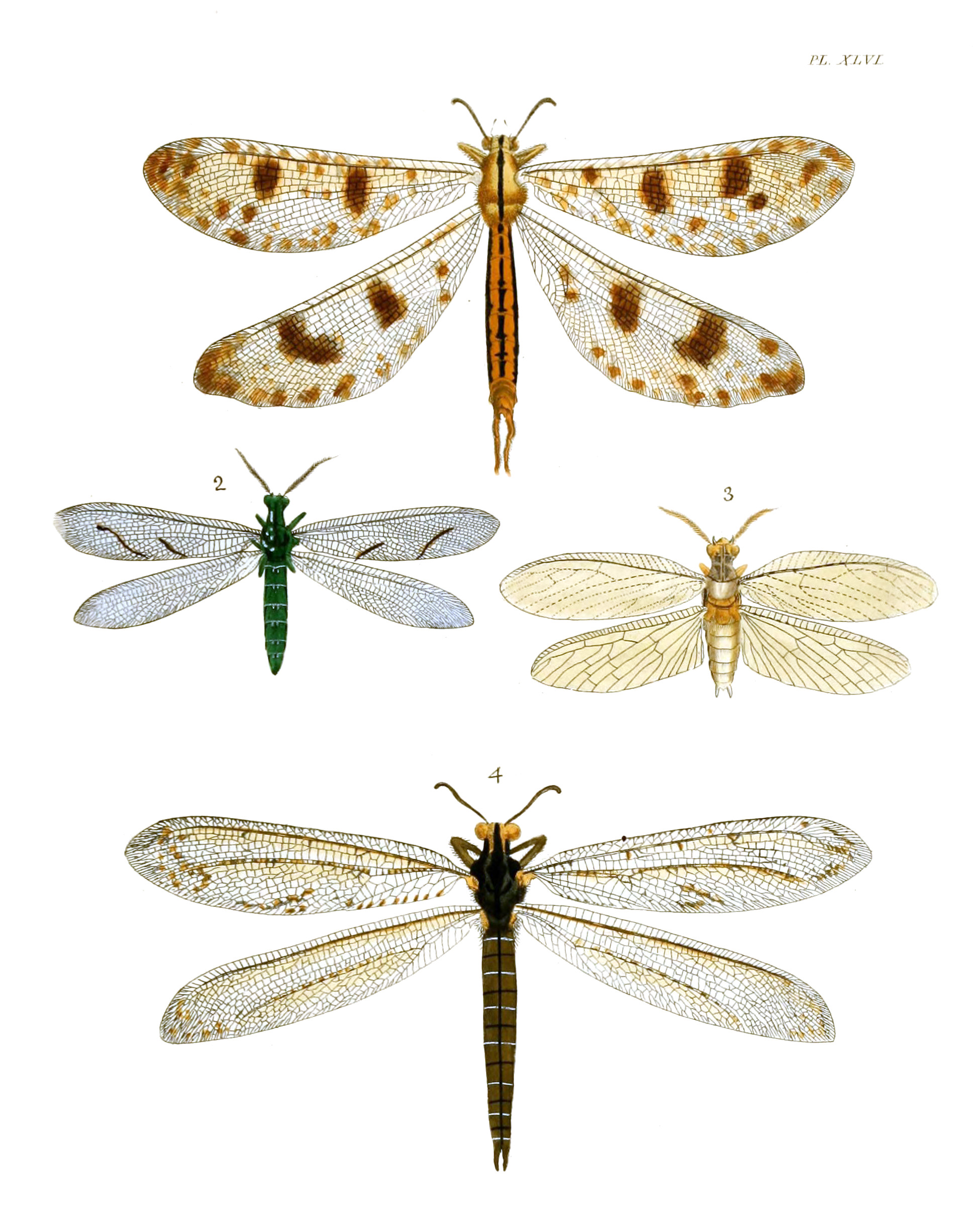
Nätvingar
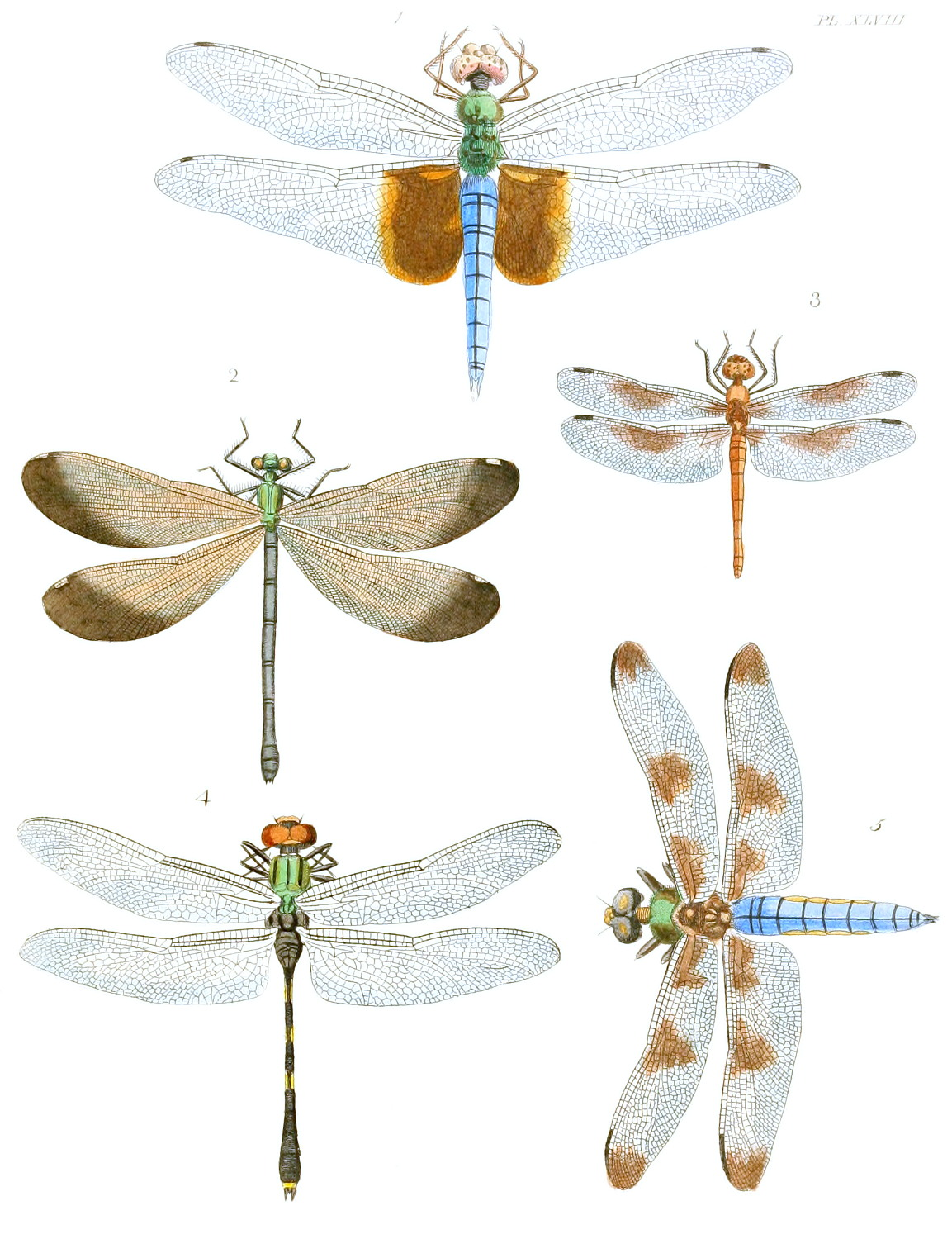
Trollsländor